# 冨澤暉
冨澤 暉（とみざわ ひかる、1938年〈昭和13年〉3月27日 - ）は、日本の陸上自衛官。東京府出身。第24代陸上幕僚長。

## 略歴
父は第4回芥川賞受賞作家の冨澤有爲男、妻は大戦中にF機関で活動した藤原岩市陸軍中佐（元陸将でもある）の娘。
東京都立日比谷高等学校を経て、1960年（昭和35年）3月、防衛大学校（応用物理）卒業と同時に陸上自衛隊に入隊。以後、主に戦車部隊での勤務の後、第13普通科連隊長、愛知地方連絡部長、第1師団長、北部方面総監等の要職を歴任し第24代陸上幕僚長に就任した。また、日本会議代表委員を務めた。

## 年譜
- 1960年（昭和35年）3月：防衛大学校卒業（第4期）
- 1971年（昭和46年）7月：3等陸佐
- 1975年（昭和50年）7月：2等陸佐
- 1976年（昭和51年）8月9日：第2戦車大隊長
- 1979年（昭和54年）
  - 7月1日：1等陸佐
  - 8月1日：東部方面総監部防衛部防衛課長
- 1981年（昭和56年）3月16日：陸上幕僚監部防衛部防衛課業務計画班長
- 1983年（昭和58年）3月16日：第13普通科連隊長兼松本駐屯地司令
- 1985年（昭和60年）
  - 3月16日：陸上幕僚監部人事部補任課長
  - 7月1日：陸将補に昇任
- 1986年（昭和61年）8月1日：自衛隊愛知地方連絡部長
- 1988年（昭和63年）3月16日：陸上幕僚監部教育訓練部長
- 1990年（平成02年）3月16日：陸将に昇任、第1師団長
- 1991年（平成03年）3月16日：陸上幕僚副長
- 1992年（平成04年）3月16日：第21代 北部方面総監
- 1993年（平成05年）7月1日：第24代 陸上幕僚長に就任
- 1995年（平成07年）6月30日：退官
- 2016年（平成28年）：偕行社理事長に就任
- 2018年（平成30年）6月13日：退任

## 著書

### 単著
- 『逆説の軍事論 平和を支える力の論理』（2015年6月、バジリコ）ISBN 978-4862382191
- 『軍事のリアル』（2017年11月、新潮新書）ISBN 978-4106107429

### 共編著
- 『シンポジウム イラク戦争―軍事革命(RMA)の実態を見る』（2004年7月、かや書房）ISBN 978-4906124572
- 田原総一朗『矛盾だらけの日本の安全保障 「専守防衛」で日本は守れない』（2016年8月、海竜社）ISBN　978-4759315059
- 『米朝首脳会談後の世界 北朝鮮の核・ミサイル問題にどう臨むか』柳澤協二,太田昌克,今村弘子共編著, 自衛隊を活かす会編. かもがわ出版, 2018.7